# 聖母子と聖ペテロ、聖セバスティアヌス
『聖母子と聖ペテロ、聖セバスティアヌス』（せいぼしとせいペテロ、せいセバスティアヌス、仏: La Vierge et l'Enfant entre saint Pierre et saint Sébastien、英: Madonna and Child with Saint Peter and Saint Sebastian）は、イタリア・初期ルネサンスのヴェネツィア派の巨匠ジョヴァンニ・ベッリーニが板上に油彩で描いた絵画である。画家の画業の最盛期の1487年に制作された。作品は以前、マルコ・バサイティに帰属されたが、今日、ベッリーニへの帰属は一致して認められている。1859年にパリのルーヴル美術館に購入された。
画面の中央には聖母マリアがおり、手すりに立つ幼子イエス・キリストを支えている。ベッリーニは、鑑賞者を祝福する代わりに自身を指さすイエスの、赤ん坊らしい間違いを写実的に捉えている。聖母は物思いにふけっているのか、来るべき「受難」に思いを馳せているのか、息子イエスの間違いに気づかない様子である。
2人の聖人、すなわち、左側の聖ペテロ (アトリビュートである「天国への鍵」を持っている) と、右側の聖セバスティアヌスは手すりの後ろにおり、半身像で表されている。聖母、イエス、2人の聖人、そして天使たちによって形成される円形が、構図に統一感をもたらしている。
なお、手すりには、「IOANNES BELLINVS」と画家の名前が記されている。